# Characiochloris
Characiochloris, rod zelenih algi iz porodice Characiochloridaceae, dio reda Chlamydomonadales. Postoji 14 priznatih vrsta, a tipična je slatkovodna vrsta C characioides.

## Vrste
1. Characiochloris acuminata K.W.Lee & Bold
2. Characiochloris anophelesi M.O.P.Iyengar
3. Characiochloris apiculata Korshikov
4. Characiochloris characioides Pascher - tip
5. Characiochloris clathrata Skuja
6. Characiochloris crassa Korshikov
7. Characiochloris epizootica Pascher
8. Characiochloris ettlii Fott
9. Characiochloris incrassata Skuja
10. Characiochloris klinorostris Skuja
11. Characiochloris monopleura Skuja
12. Characiochloris obtusa Korshikov ex Korshikov
13. Characiochloris sasae H.Nozaki
14. Characiochloris sessilis Pascher

## Vanjske poveznice
|  | Wikivrste imaju podatke o taksonu Characiochloris |